# 薩哈林紅點鮭
薩哈林紅點鮭，為輻鰭魚綱鮭形目鮭科的其中一種，為溫帶淡水魚，分布於亞洲薩哈林島Amur潟湖至Nevelskii海峽淡水、半鹹水流域，體長可達25公分，棲息在溪流、潟湖底中層水域，會進行洄游，以魚類、昆蟲等為食，生活習性不明。

## 擴展閱讀
維基物種上的相關：薩哈林紅點鮭